# Martina Sáblíková
Martina Sáblíková (Nové Město na Moravě, 27 de maio de 1987) é uma atleta de patinação de velocidade tcheca, especialista em provas de longas distâncias.
Conquistou duas medalha de ouro e uma medalha de bronze nos Jogos Olímpicos de Inverno de Vancouver 2010. Na Universíada de Inverno de Trentino 2013 conquistou duas medalhas de ouro nas provas de 3000 m e 5000 m.
É irmã do patinador Milan Sáblík.